# Phycus frommeri
Phycus frommeri är en tvåvingeart som beskrevs av Webb och Irwin 1988. Phycus frommeri ingår i släktet Phycus och familjen stilettflugor. Inga underarter finns listade i Catalogue of Life.